# Władysław Kowalski (attore)
Władysław Kowalski (Żurawce, 24 febbraio 1936 – Varsavia, 29 ottobre 2017) è stato un attore polacco.
Lavorò in un centinaio di film e serie televisive, tra cui alcune opere di Krzysztof Kieślowski.

## Biografia
L'attore Władysław Kowalski è nato il 24 febbraio 1936 nel villaggio di Żurawce vicino alla città polacca di Tomaszów Lubelski. Trascorse la sua prima infanzia nel tumulto della seconda guerra mondiale. Iniziò a lavorare già da ragazzo perché suo padre era stato arruolato nell'esercito. Dopo il ritorno del padre dal servizio nell'esercito, la famiglia Kowalski si trasferì da Żurawce alla regione della Masuria. Durante questo periodo sviluppò un fortissimo interesse per la letteratura. Si occupò molto anche del cinema del suo tempo. Il primo lungometraggio visto da Kowalski fu Sangue sulla sabbia del regista sovietico Michail Romm del 1936. Durante la scuola fu incoraggiato dal suo insegnante a sostenere gli esami presso l'Accademia teatrale Aleksander Zelwerowicz di Varsavia. Ecco perché fece domanda nel 1954 per l'esame di recitazione in questa accademia di teatro e lo superò con successo.
Durante il periodo degli studi ottenne il suo primo ruolo come attore nel film I dannati di Varsavia diretto da Andrzej Wajda nel 1957. Nel 1959 Kowalski conseguì il diploma di recitazione. Successivamente lavorò presso il Teatro Wybrzeże di Danzica. Recitò poi nel ruolo di Geoffrey Ingham in una produzione polacca del dramma Sapore di miele. Nel 1960 ricevette un premio al Tofifest International Film Festival di Toruń per la sua interpretazione nella commedia Zabawa jak nigdy. Subito dopo tornò a Varsavia e lavorò al Teatr Ateneum di Varsavia. Nel 1961 interpretò il ruolo di Olek Nowak nel film melodrammatico Rozstanie. Nello stesso anno ha interpretato il ruolo di Roman Górski nel film in bianco e nero Droga na Zachód. Dal 1970 interpretò il ruolo di Jerzy nella serie televisiva Kolumbusse. In seguito interpretò il dottore nel film del 1972 Trzeba zabić tę miłość di Janusz Morgenstern. Infine nel 1974 lasciò il Teatr Ateneum di Varsavia. In seguito interpretò il ruolo del gelido Louis Antoine de Saint-Just nell'opera del 1975 Sprawa Dantona. Per questo ruolo, Kowalski ha ricevuto un premio al Kaliskie Spotkania Teatralne. Nel 1978 interpretò il ruolo di Rejent Milczek nella commedia Zemsta, anch'essa creata da Andrzej Wajda. Nello stesso anno interpretò il ruolo di Podkolesin in una produzione del dramma Ożenek di Gogol. Dal 1981 fu Jacek Maziarski nella serie televisiva Jan Serce. Interpretò poi il ruolo di Jakub Rosenberg nel film di guerra del 1983 Kartka z podróży. Durante gli anni '80, come insegnante in un'accademia di teatro, Kowalski formò gli studenti del primo anno alla recitazione. Nel 1991 ha interpretato il ruolo del padre di Veronica nella coproduzione franco-polacca La doppia vita di Veronica. Dal 1993 al 1994 Władysław Kowalski ha assunto il master nella serie Bank nie z tej ziemi. Nell'estate del 1995 ha lavorato nella serie per bambini prodotta da Andrzej Maleszka, Maszyna Zmian. Nel lungometraggio Spona del 1998 ha ottenuto il ruolo dello storico Tymoteusz Alcybiades Misiak. Quattro anni dopo, ha accettato il ruolo di Jankiel nel film del 1999 Pan Tadeusz di Wajda.
Nel 2001 la carriera di Władysław Kowalski ha avuto una svolta con il ruolo nel film di fantascienza polacco-giapponese Avalon. Nello stesso anno è stato insignito della Croce dell'Ordine della Polonia restituta per meriti artistici eccezionali. Kowalski ha guadagnato ulteriore fama con il ruolo del padre di Andrzej nel film Katyn di Andrzej Wajda. A partire dal 2015, Kowalski si è ritirato dalle scene. Morì il 29 ottobre 2017 a Varsavia all'età di 81 anni. È stato sepolto il 10 novembre 2017 presso il Cimitero Powązki di Varsavia.

## Filmografia parziale
- I dannati di Varsavia (Kanał), regia di Andrzej Wajda (1957)
- Samson, regia di Andrzej Wajda (1961)
- Dreszcze, regia di Wojciech Marczewski (1981)
- Decalogo 7 (Dekalog, siedem), regia di Krzysztof Kieślowski (1988)
- La doppia vita di Veronica (La Double Vie de Véronique), regia di Krzysztof Kieślowski (1991)
- Avalon, regia di Mamoru Oshii (2001)
- Ciało, regia di Małgorzata Szumowska (2015)

## Doppiatori italiani
- Dario Penne in La doppia vita di Veronica
- Claudio Parachinetto in Avalon